# Válivý rejdič

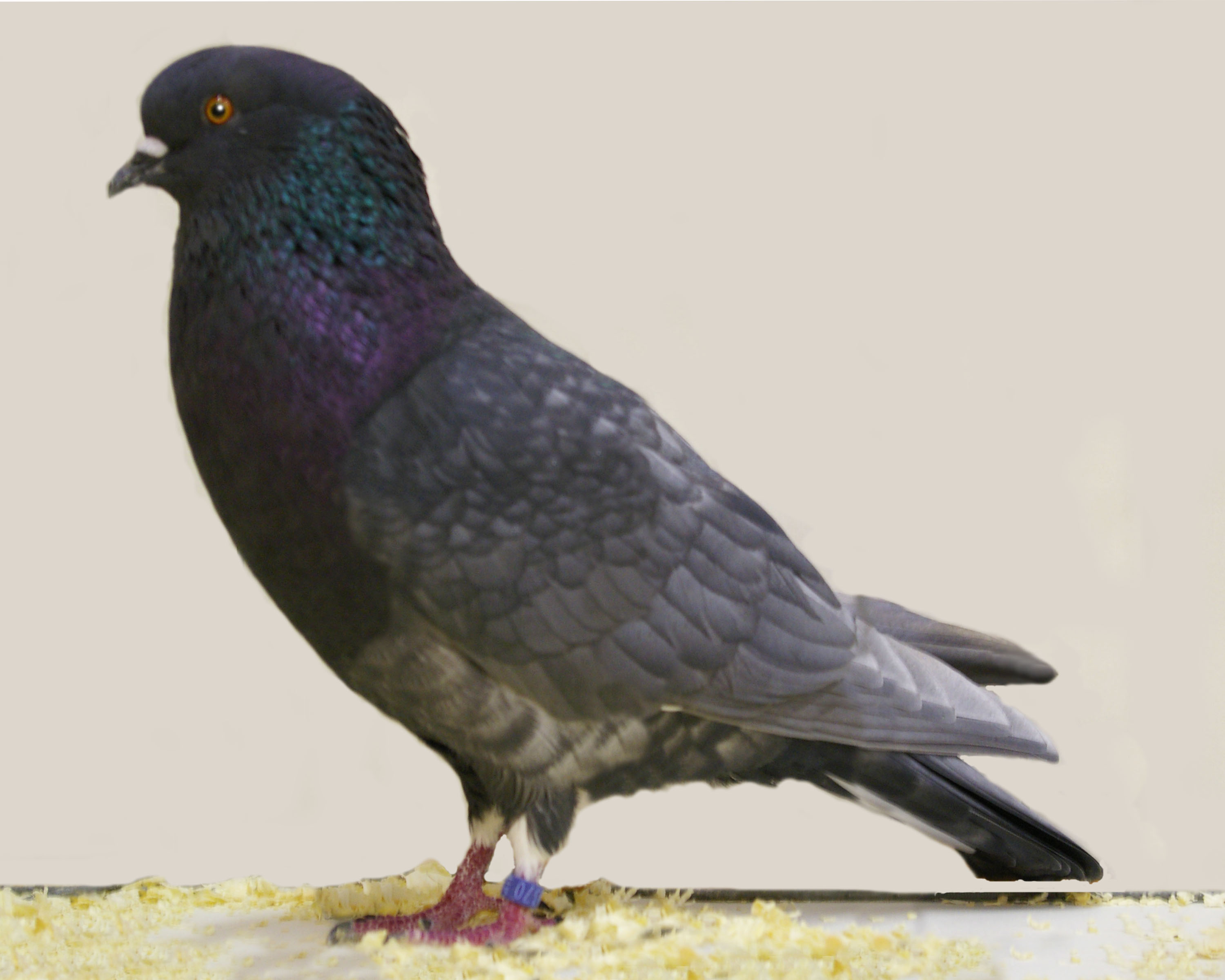
Birminghamský roler, nejrozšířenější plemeno válivých rejdičů

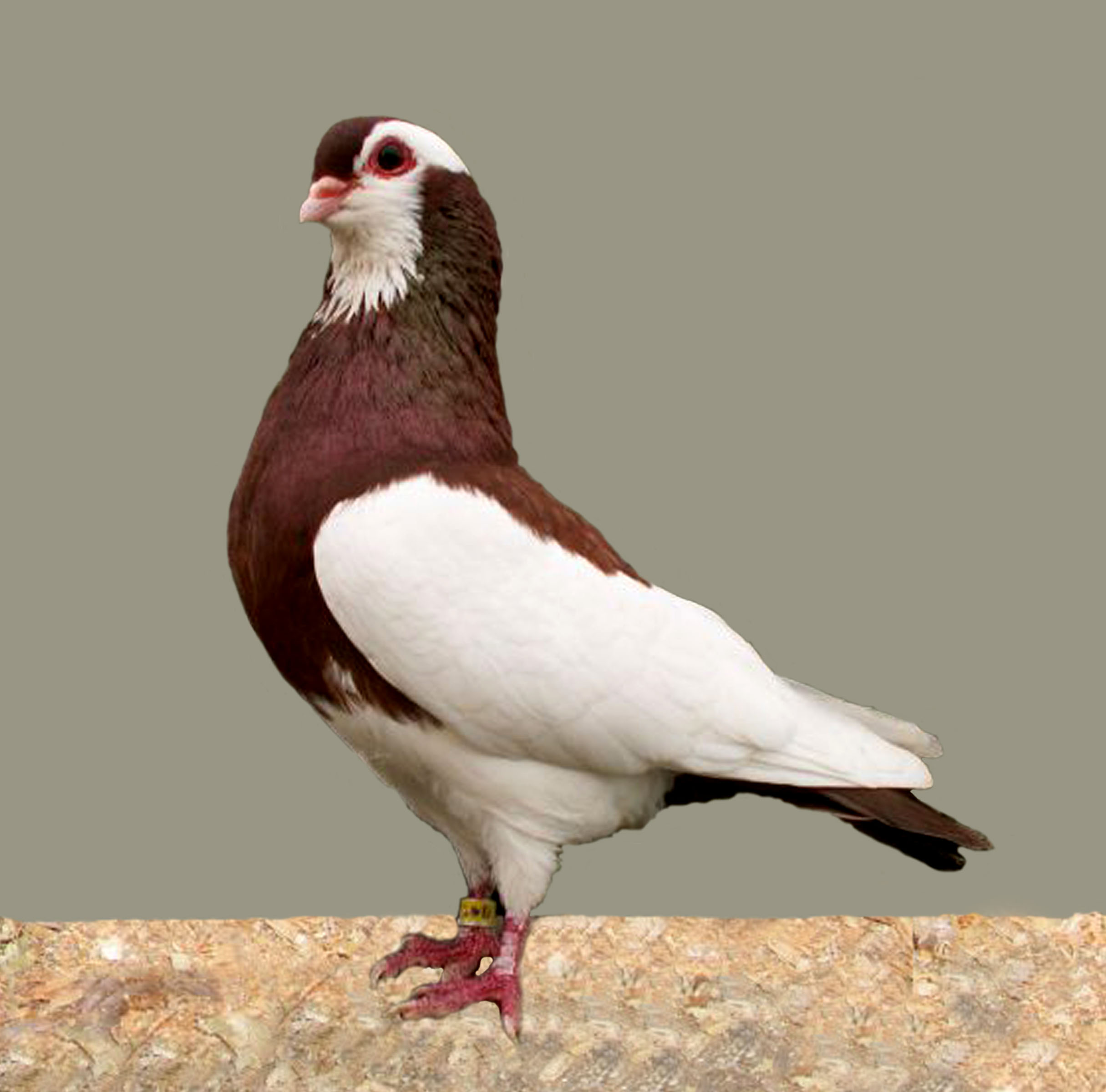
Rakovnický kotrlák, české plemeno válivých rejdičů

Válivý rejdič, je příslušník plemene holuba domácího, vyšlechtěné k akrobatickému letu. Váliví rejdiči jsou obecně holubi menšího vzrůstu s dobře osvalenou, vypjatou hrudí a silnými krátkými křídly. Pernaté ozdoby spíše nemají. Jejich původní využití je sportovní holubářství, v tomto zaměření chovu je cílem vyšlechtit dokonalé akrobaty, jejichž schopnosti jsou hodnoceny na soutěžích a závodech. Ne všechna plemena si však zachovala schopnosti výkonného rejdiče, některá se chovají především v okrasném chovu.
Nejtypičtější vlastností válivých rejdičů je jejich let a schopnost válení. Při něm se holub ve vzduchu otočí přes záda o 360° a pokračuje v původním směru letu. Někteří jedinci před přemetem ještě tleskají křídly. Netrénovaný holub předvádí většinou jen jednotlivé přemety, ale při řízeném, omezeném vypouštěním holubů k letu se u nich dle jejich genetických předpokladů objevují i opakovaná salta v rychlém sledu za sebou. Jednotlivá plemena válivých rejdičů se ve svém způsobu válení liší. Mohou válet jak při vodorovném letu, aniž by ztrácel výšku, tak při letu svislém, kdy holub z výškového letu padá k zemi. Odlišnosti jsou i v počtu salt v jedné sérii a v celkové délce trvání letu. Váliví rejdiči, kteří ve vzduchu předvádějí opakované přemety, se nazývají roleři. Jednodušší váliví rejdiči dělají ve vzduchu spíše jen jeden nebo dva přemety za sebou, bez jakékoliv ztráty výšky, a označují se jako kotrmeláci či kotrláci. Kromě přemetů předvádějí někteří váliví rejdiči i piruety nebo jiné akrobatické kousky.
Zvláštním způsobem letu se vyznačují pozemní roler, parlor, který létá velice špatně a přemety předvádí v nízkém letu nebo na zemi.
Mezi nejvýkonnější válivé rejdiče patří birminghamský válivý rejdič, v současné době je to nejrozšířenější a nejpopulárnější plemeno akrobatických holubů na světě. Dále mezi výkonné rolery náleží orientální roler, perský roler, středoasijský, záhřebský, galacký či kišiněvský roler. Mezi jednodušší válivé rejdiče patří například rakovnický kotrlák a komárenský a košický válivý rejdič.
Váliví rejdiči pocházejí z Orientu a do Evropy se dostali společně s Turky. 

## Plemena válivých rejdičů
V seznamu plemen holubů EE spadají váliví rejdiči do plemenné skupiny rejdičů a vysokoletců. Oficiálně jsou uznaná následující plemena:
| číslo | plemeno                             | země původu         | poznámka                          |
| ----- | ----------------------------------- | ------------------- | --------------------------------- |
| 0819  | Východopruský kotrlák               | Německo             |                                   |
| 0828  | Lužický kotrmelák                   | Německo             | též lužický rejdič, Elsterpurzler |
| 0849  | Debrecínský roler                   | Maďarsko            |                                   |
| 0850  | Orientální roler                    | Německo             |                                   |
| 0851  | Perský roler                        | Německo             |                                   |
| 0857  | Komárenský rejdič                   | Maďarsko            |                                   |
| 0863  | Sedmihradský dvojvrkočatý kotrmelák | Rumunsko            |                                   |
| 0883  | Francouzský kotrmelák               | Francie             |                                   |
| 0885  | Rakovnický kotrlák                  | Česko               |                                   |
| 0888  | Sarajevský kotrmelák                | Bosna a Hercegovina |                                   |
| 0895  | Turecký tleskač takla               | Turecko             |                                   |
| 0918  | Birminghamský rejdič                | Velká Británie      |                                   |
| 0931  | Košický kotrmeliak                  | Slovensko           |                                   |
| 0938  | Sisacký rejdič                      | Chorvatsko          |                                   |
| 0951  | Záhřebský roler                     | Chorvatsko          |                                   |
| 0958  | Maďarský kotrmelák                  | Maďarsko            |                                   |
| 0974  | Galatský roler                      | Rumunsko            |                                   |
| 0976  | Klužský kotrmelák                   | Rumunsko            |                                   |
| 0980  | Východoslovenský kotrmeliak         | Slovensko           |                                   |
| 0986  | Bulharský rejdič běloštítný         | Bulharsko           |                                   |
| 0988  | Dobrudžský rejdič                   | Bulharsko           |                                   |
| 0990  | Lugojský kotrmelák                  | Rumunsko            |                                   |
| 0992  | Pazardžický Rejdič                  | Bulharsko           |                                   |
| 0993  | Razgradský rejdič                   | Bulharsko           |                                   |
| 1007  | Bihačský kotrmelák                  | Bosna a Hercegovina |                                   |
| 1008  | Bijeljinský kotrmelák               | Bosna a Hercegovina |                                   |

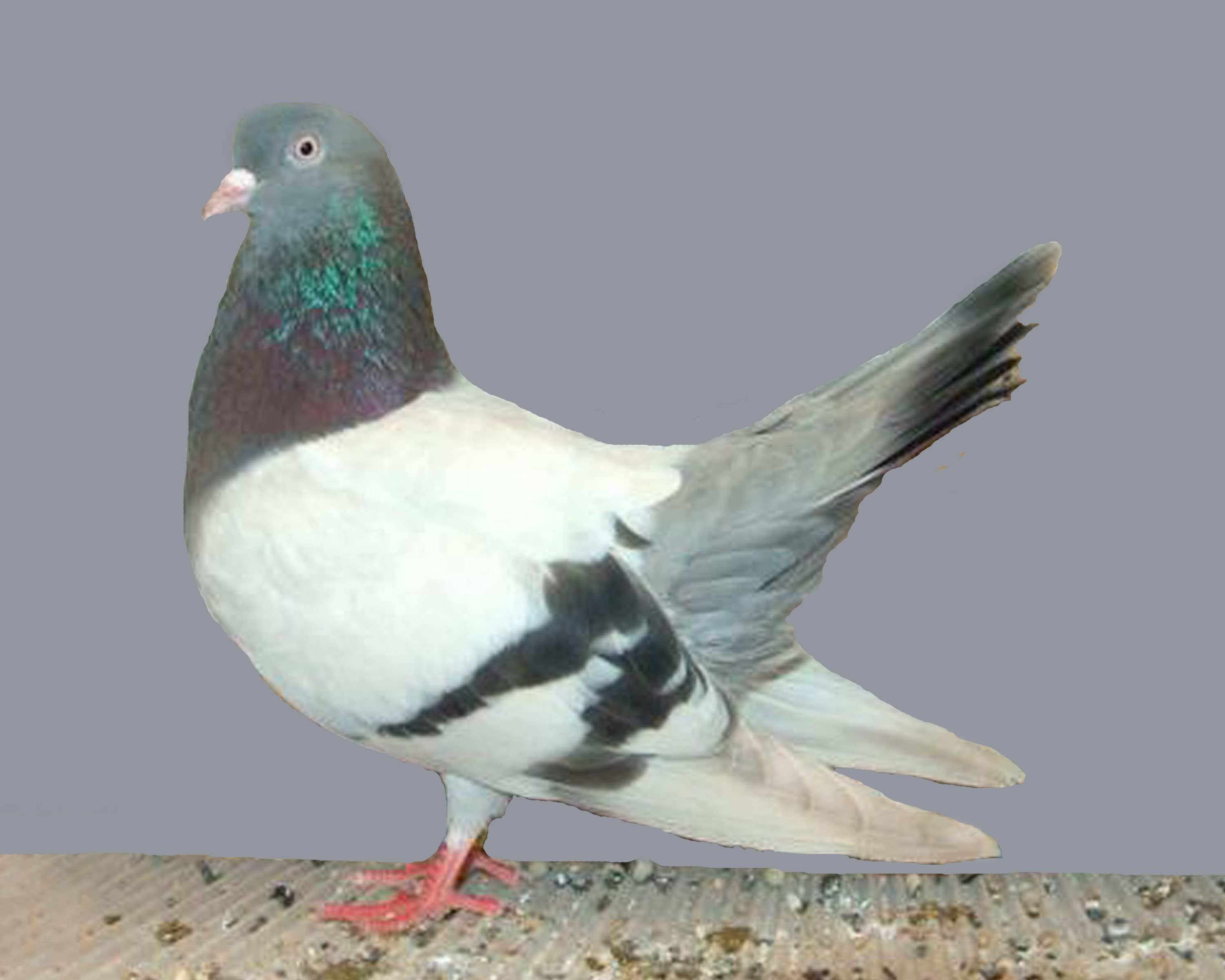
Orientální roler

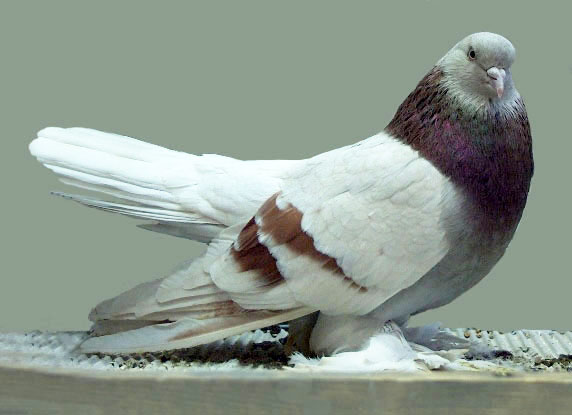
Perský roler

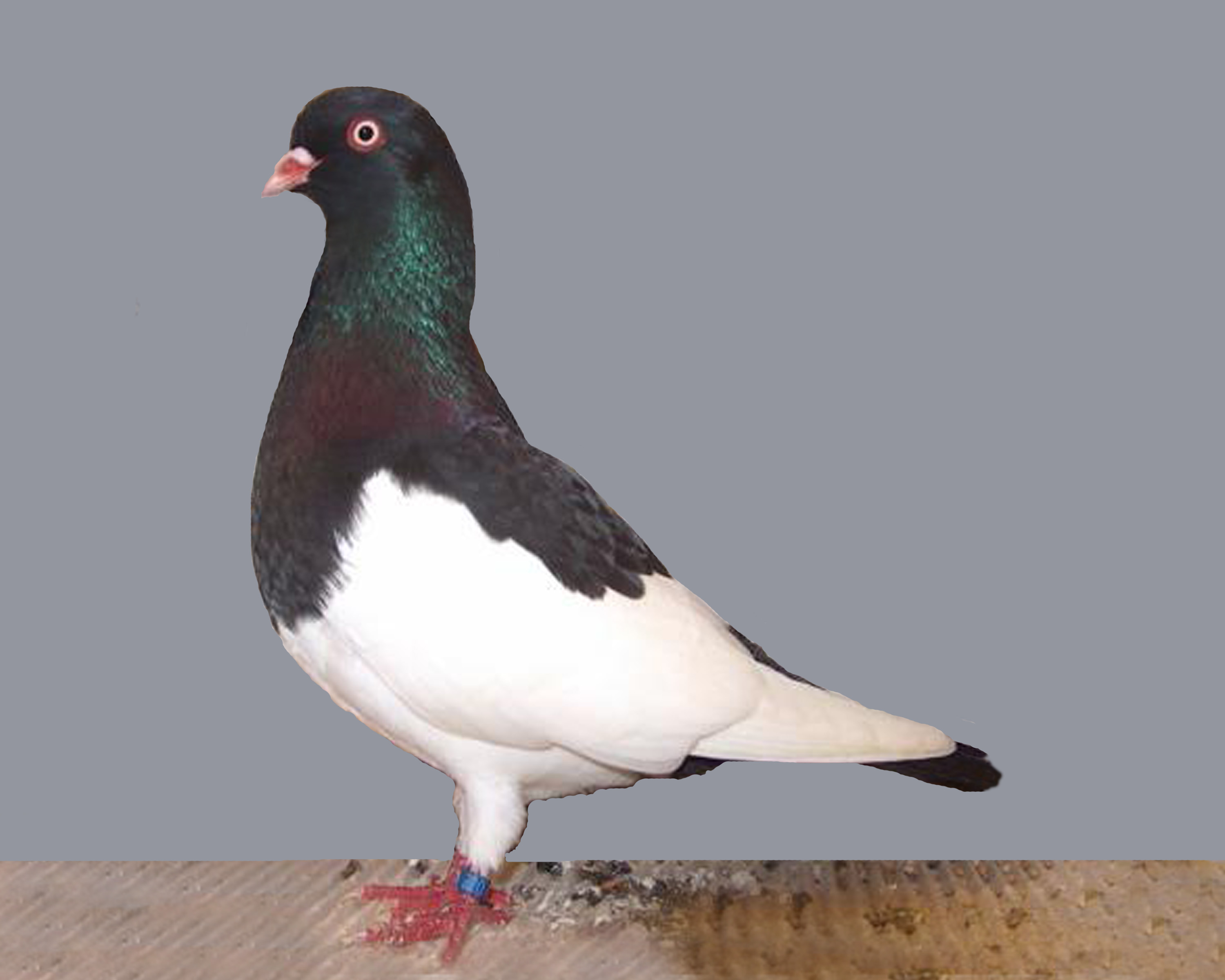
Lužický kotrmelák

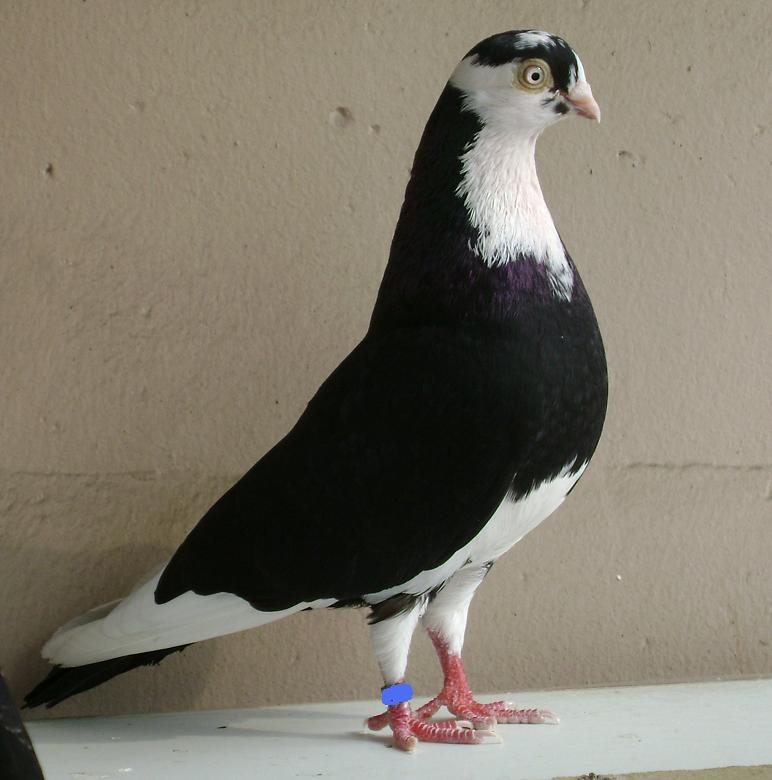
Galatský roler

Mnoho dalších plemen válivých rejdičů není v Evropě oficiálně uznáno, patří k nim zenický kotrmelák, kišeněvský, smyrnský a středoasijskýo roler či székesfehérvárský a lozničský kotrmelák.